# Шкадов, Александр Иванович
Алекса́ндр Ива́нович Шка́дов (10 сентября 1940, Уссурийск — 1 августа 1998, посёлок Тихвинка в черте города Смоленск) — российский деятель алмазообрабатывающей отрасли, генеральный директор производственного объединения «Кристалл» (1988—1998).

## Биография
Родился в семье Шкадова Ивана Николаевича 10 сентября 1940 года в Уссурийске Приморского края. В 1957 году окончил смоленскую среднюю школу № 27. Отслужив срочную службу в армии, закончил смоленский филиал Московского энергетического института, работал на Смоленском авиационном заводе.
В 1970 году пришёл на работу в производственное объединение «Кристалл». Работал на инженерно-технических должностях, начальником производства, главным инженером. В сентябре 1988 года избран трудовым коллективом генеральным директором.
В 1994 году избран депутатом Смоленской областной думы, в 1997 году — председателем Смоленской ассоциации промышленников и предпринимателей.
Убит в результате покушения 1 августа 1998 года. По состоянию на 2013 год преступление не раскрыто.

## Память
26 февраля 1999 года за большой вклад в развитие промышленности, оказание финансовой поддержки учреждениям медицины, культуры и спорта, многолетнее активное участие в общественной жизни города звание присвоено звание «Почётный гражданин города Смоленска» посмертно.
30 июня 2006 года решением № 341 Смоленского городского совета его именем названа улица (улица Шкадова) в городе Смоленске — отрезок улицы Бабушкина, где находится производственное объединение «Кристалл».
В 2001 году алмазодобывающей компанией «Алроса» из трубки «Мир» был добыт уникальный алмаз массой 51,56 карат, который получил имя «Александр Шкадов».

## Награды
- Орден «Дружбы»[4]
- Медаль «За трудовое отличие»
- Звание «Почётный гражданин города Смоленска»